# Afeganistão nos Jogos Olímpicos de Verão de 1968
O Afeganistão competiu nos Jogos Olímpicos de Verão de 1968 na Cidade do México.
Eles enviaram cinco lutadores, todos homens.

## Resultados por Evento

### Lutas
Luta Livre Masculina Peso Galo(57 kg)
- Jan Ahmad
  - Primeira rodada — lutou com Bazaryn Sükhbaatar da Mongólia
  - Segunda rodada — lutou com Abutaleb Gorgori do Irã

Luta Livre Masculina Peso Pena (63 kg)
- Mohammed Ibrahim
  - Primeira rodada — lutou com Elkan Tedeev da União Soviética
  - Segunda rodada — lutou com Tsedendambyn Natsagdorj da Mongólia
  - Terceira rodada — DNS

Luta Livre Masculina Peso Leve(70 kg)
- Akha Dastagir
  - Primeira rodada — lutou com Janusz Pajak da Polônia
  - Segunda rodada — lutou com Karoly Buzas da Hungria

Luta Livre Masculina Peso Meio-Médio (78 kg)
- Kayub Ayum
  - Primeira rodada — lutou com Ali-Mohammad Momeni do Irã
  - Segunda rodada — lutou com Martin Heinze da Alemanha Ocidental

Luta Livre Masculina Peso Médio (87 kg)
- Gulam Dastagir
  - Primeira rodada — lutou com Julio Graffigna da Argentina
  - Segunda rodada — lutou com Prodane Gardjev da Bulgária